# Pierre Plancher
Pierre René François Plancher de la Noé (França, 1779 - 1844), editor e jornalista francês, atuou no mercado brasileiro à época do Primeiro Reinado.
Antigo bonapartista, em 1822 Plancher viu-se forçado a encerrar as suas atividades editoriais em Paris, encaminhando-se para um exílio.
O país que escolheu, devido à situação política, foi o Brasil. Instalou-se na então capital, o Rio de Janeiro, à Rua do Ouvidor, onde abriu a sua tipografia em 1824. Aqui se dedicou, inicialmente, à publicação, em língua portuguesa, de obras de ficção e dos autores clássicos do pensamento político da Europa. Na qualidade de Impressor Real, título que obteve em 15 de maio desse mesmo ano (foi o responsável pela impressão da Constituição do Império do Brasil), participou ativamente do debate político à época, tendo editado, também nesse ano, o Spectador Brasileiro. Suas posições moderadas eram favoráveis ao governo, o que contrastava com outros periódicos à época.
Em 1827 adquiriu o Diário Mercantil, fundando o Jornal do Commercio, seu empreendimento mais famoso.
Após a abdicação de D. Pedro I (1822-1831), Plancher retornou à sua pátria, em 1834.